# میوزیک کانادا

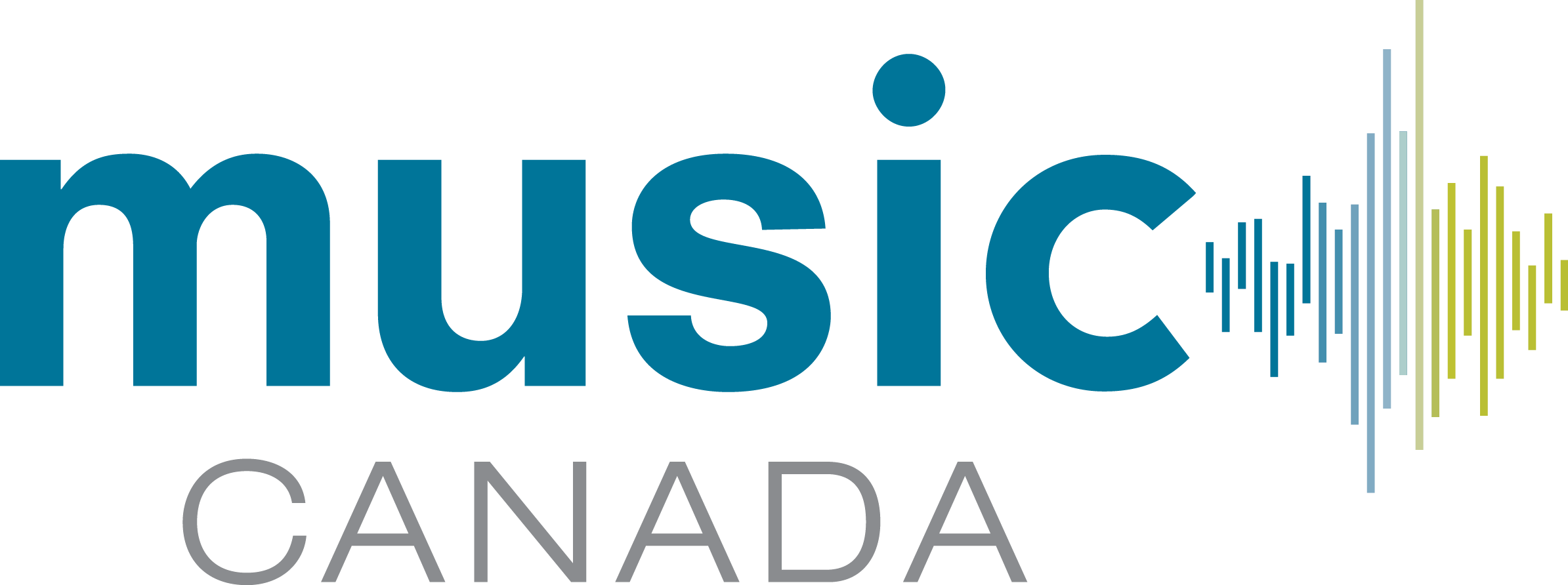
میوزیک کانادا

میوزیک کانادا (در گذشته انجمن صنعت ضبط کانادا (CRIA)) یک سندیکای غیرانتفاعی در تورنتو کانادا است که نماینده منافع شرکت‌هایی است که در کانادا به ضبط، تولید، تولید، تبلیغ و توزیع موسیقی فعالند. این سازمان همچنین مزایایی به برخی از ناشران موسیقی و توزیع کنندگان مستقل کانادا ارائه می‌دهد. این سندیکا در ۹ آوریل ۱۹۶۳ تأسیس شد.

## گواهی‌نامه‌ها

### آلبوم‌ها
| گواهی‌نامه | تعداد فروش |
| --------- | ---------- |
| طلا       | ۴۰٬۰۰۰     |
| پلاتین    | ۸۰٬۰۰۰     |
| الماس     | ۸۰۰٬۰۰۰    |

### تک‌آهنگ‌ها
| گواهی‌نامه | تعداد فروش |
| --------- | ---------- |
| طلا       | ۴۰٬۰۰۰     |
| پلاتین    | ۸۰٬۰۰۰     |
| الماس     | ۸۰۰٬۰۰۰    |

### نواهای زنگ
| گواهی‌نامه | تعداد فروش |
| --------- | ---------- |
| طلا       | ۲۰٬۰۰۰     |
| پلاتین    | ۴۰٬۰۰۰     |
| الماس     | ۴۰۰٬۰۰۰    |

### فیلم‌ها
| گواهی‌نامه | تعداد فروش |
| --------- | ---------- |
| طلا       | ۵٬۰۰۰      |
| پلاتین    | ۱۰٬۰۰۰     |
| الماس     | ۱۰۰٬۰۰۰    |